# Swag (programma televisivo)
Swag è stato un programma televisivo britannico di genere commedia, andato in onda dal 2002 al 2004 su Channel Five, presentato da Jason Freeman.